# Microeca hemixantha
Petróica-das-tanimbar ou papinho-das-tanimbar (Microeca hemixantha) é uma espécie de ave da família Petroicidae.
É endémica da Indonésia.
Os seus habitats naturais são: florestas subtropicais ou tropicais húmidas de baixa altitude e florestas de mangal tropicais ou subtropicais.
Está ameaçada por perda de habitat.